# WayOutWest Records
WayOutWest Records est un label de musique indépendant basé à Londres regroupant un certain nombre de groupe et d'artistes solo.
Ils ont sorti des singles et EP d'artistes qu'ils ont découverts :
- Cajun Dance Party
- Late of the Pier
- Video Nasties
- Laura Marling

WayOutWest dirige aussi un night club du même nom dans l'ouest de Londres.